# Segelfluggelände Große Wiese

i7
i11
i13
Das Segelfluggelände Große Wiese liegt in der Kreisstadt Wolfenbüttel in Niedersachsen, etwa 3 Kilometer südöstlich des Zentrums von Wolfenbüttel.

## Flugbetrieb
Das Segelfluggelände ist mit einer 870 m langen und 30 m breiten Start- und Landebahn aus Gras (Richtung 07/25) ausgestattet. Es besitzt eine Betriebszulassung für Segelflugzeuge, Motorsegler, Luftsportgeräte (ausgenommen Fallschirme) und Freiballone. Der Start von Segelflugzeugen erfolgt per Windenstart oder Flugzeugschlepp mit selbststartenden Motorseglern oder aerodynamisch gesteuerten Ultraleichtflugzeugen. Der Halter und Betreiber des Segelfluggeländes ist die Luftsportgemeinschaft Wolfenbüttel e. V. Der Verein wurde 1949 gegründet und benutzt das Segelfluggelände seitdem.